# Вікові платани
Вікові платани — ботанічна пам'ятка природи місцевого значення. Об'єкт розташований на території Нової Каховки Херсонської області, в центральному парку відпочинку на березі р. Дніпро .
Площа — 0 га, статус отриманий у 1983 році.